# Nannes Ekman
Johannes (Nannes) Laurentius Ekman, född 18 oktober 1877 i Ockelbo socken, död 5 april 1953 i Stockholm, var en svensk företagsledare.
Nannes Ekman, som var son till Jakob Ekman, utexaminerades från Schartaus handelsinstitut 1894, var anställd vid trävarukontor i Storbritannien 1894–1898 och i Sverige 1898–1902, blev disponent vid Gustafsbergs sågverk 1902, blev VD för Sävenäs AB 1908, VD för Sandö sågverks AB 1916 och var VD för AB Ytterstfors-Munksund 1920–1926. 1926 blev Ekman vice och 1928 ordinarie VD för Svenska trävaruexportföreningen. Då hade han sedan länge anlitats av organisationen som expert inom en rad områden. Ekman var ledamot av 1918 års arbetstidskommitté, ordförande i 1931 års skogssakkunniga, ledamot av 1933 års skogsindustrisakkunniga, ledamot av 1934 års industrikommission och av Statens sjöfartsnämnd 1939–1940. Från 1939 var han ledamot av Statens krigsförsäkringsnämnd och från 1930 ledamot av styrelsen för Skogshögskolan och Statens skogsförsöksanstalt samt för Fonden för skogsvetenskaplig forskning, från 1939 vice ordförande i Svenska skogsvårdsföreningens styrelse, från 1941 ordförande i Skogsveckans styrelse och från 1940 ledamot av styrelsen för Sveriges allmänna exportförening. Som svenska regeringens expert medverkade Ekman vid handelsavtalsunderhandlingarna med Tyskland och Storbritannien 1932–1933 och vid världsekonomiska konferensen i London 1933.